# Eisschnelllauf-Sprintweltmeisterschaft 2006
Die 37. Eisschnelllauf-Sprintweltmeisterschaft wurde vom 21. bis 22. Januar im niederländischen Heerenveen (Thialf) ausgetragen.

## Wettbewerb
- 86 Sportler aus 21 Nationen nahmen am Mehrkampf teil

| Teilnehmende Nationen             | Teilnehmende Nationen                               | Teilnehmende Nationen           | Teilnehmende Nationen               | Teilnehmende Nationen      | Teilnehmende Nationen      |
| --------------------------------- | --------------------------------------------------- | ------------------------------- | ----------------------------------- | -------------------------- | -------------------------- |
| Australien Belgien Belarus Kanada | Volksrepublik China Tschechien Finnland Deutschland | Ungarn Italien Japan Kasachstan | Südkorea Niederlande Norwegen Polen | Rumänien Russland Schweden | Ukraine Vereinigte Staaten |

### Frauen

#### Endstand
- Zeigt die zwölf erfolgreichsten Sportlerinnen der Sprint-WM

| Rang | Name               | 1. Lauf 500 Meter | Pkt.  | 1. Lauf 1.000 Meter | Pkt.  | 2. Lauf 500 Meter | Pkt.  | 2. Lauf 1.000 Meter | Pkt.  | Gesamt- pkt. |
| ---- | ------------------ | ----------------- | ----- | ------------------- | ----- | ----------------- | ----- | ------------------- | ----- | ------------ |
| 1    | Swetlana Schurowa  | 38,35 (3)         | 38,35 | 1:17,20 (3)         | 38,60 | 38,28 (1)         | 38,28 | 1:16,79 (1)         | 38,39 | 153,625      |
| 2    | Wang Manli         | 38,31 (1)         | 38,31 | 1:17,72 (6)         | 38,86 | 38,37 (2)         | 38,37 | 1:17,32 (4)         | 38,66 | 154,200      |
| 3    | Chiara Simionato   | 38,84 (10)        | 38,84 | 1:16,95 (1)         | 38,47 | 38,62 (4)         | 38,62 | 1:17,03 (2)         | 38,51 | 154,450      |
| 4    | Marianne Timmer    | 38,59 (5)         | 38,59 | 1:16,96 (2)         | 38,48 | 38,79 (8)         | 38,79 | 1:17,25 (3)         | 38,62 | 154,485      |
| 5    | Ren Hui            | 38,63 (6)         | 38,63 | 1:17,81 (8)         | 38,90 | 38,67 (5)         | 38,67 | 1:17,93 (8)         | 38,96 | 155,170      |
| 6    | Annette Gerritsen  | 39,08 (15)        | 39,08 | 1:17,27 (4)         | 38,63 | 39,01 (11)        | 39,01 | 1:17,42 (6)         | 38,71 | 155,435      |
| 7    | Jennifer Rodriguez | 38,96 (12)        | 38,96 | 1:17,49 (5)         | 38,74 | 39,30 (16)        | 39,30 | 1:17,36 (5)         | 38,68 | 155,685      |
| 8    | Sayuri Yoshii      | 38,64 (7)         | 38,64 | 1:17,76 (7)         | 38,88 | 38,88 (9)         | 38,88 | 1:19,36 (17)        | 39,68 | 156,080      |
| 9    | Shannon Rempel     | 39,30 (17)        | 39,30 | 1:17,88 (9)         | 38,94 | 39,25 (15)        | 39,25 | 1:17,43 (7)         | 38,71 | 156,205      |
| 10   | Wang Beixing       | 38,89 (11)        | 38,89 | 1:18,41 (11)        | 39,20 | 38,75 (6)         | 38,75 | 1:18,78 (13)        | 39,39 | 156,235      |
| 11   | Tomomi Okazaki     | 38,70 (9)         | 38,70 | 1:18,44 (12)        | 39,22 | 39,02 (12)        | 39,02 | 1:19,05 (15)        | 39,52 | 156,465      |
| 12   | Lee Sang-hwa       | 38,37 (4)         | 38,37 | 1:18,51 (13)        | 39,25 | 39,09 (13)        | 39,09 | 1:19,59 (21)        | 39,79 | 156,510      |

#### 1. Lauf 500 Meter
| Platz | Name                       | Land                | Zeit  | Punkte |
| ----- | -------------------------- | ------------------- | ----- | ------ |
| 1     | Wang Manli                 | Volksrepublik China | 38,31 | 38,31  |
| 2     | Jenny Wolf                 | Deutschland         | 38,33 | 38,33  |
| 3     | Swetlana Schurowa          | Russland            | 38,35 | 38,35  |
| 4     | Lee Sang-hwa               | Südkorea            | 38,37 | 38,37  |
| 5     | Marianne Timmer            | Niederlande         | 38,59 | 38,59  |
| 6     | Ren Hui                    | Volksrepublik China | 38,63 | 38,63  |
| 7     | Sayuri Yoshii Sayuri Ōsuga | Japan               | 38,64 | 38,64  |
| 9     | Tomomi Okazaki             | Japan               | 38,70 | 38,70  |
| 10    | Chiara Simionato           | Italien             | 38,84 | 38,84  |
|       |                            |                     |       |        |
| 13    | Judith Hesse               | Deutschland         | 38,99 | 38,99  |
| 16    | Sabine Völker              | Deutschland         | 39,18 | 39,18  |

#### 1. Lauf 1.000 Meter
| Platz | Name               | Land                | Zeit    | Punkte |
| ----- | ------------------ | ------------------- | ------- | ------ |
| 1     | Chiara Simionato   | Italien             | 1:16,95 | 38,47  |
| 2     | Marianne Timmer    | Niederlande         | 1:16,96 | 38,48  |
| 3     | Swetlana Schurowa  | Russland            | 1:17,20 | 38,60  |
| 4     | Annette Gerritsen  | Niederlande         | 1:17,27 | 38,63  |
| 5     | Jennifer Rodriguez | Vereinigte Staaten  | 1:17,49 | 38,74  |
| 6     | Wang Manli         | Volksrepublik China | 1:17,72 | 38,86  |
| 7     | Sayuri Yoshii      | Japan               | 1:17,76 | 38,88  |
| 8     | Ren Hui            | Volksrepublik China | 1:17,81 | 38,90  |
| 9     | Shannon Rempel     | Kanada              | 1:17,88 | 38,94  |
| 10    | Kerry Simpson      | Kanada              | 1:18,34 | 39,17  |
|       |                    |                     |         |        |
| 15    | Sabine Völker      | Deutschland         | 1:18,67 | 39,33  |
| 17    | Judith Hesse       | Deutschland         | 1:18,82 | 39,41  |
| 21    | Jenny Wolf         | Deutschland         | 1:19,60 | 39,80  |

#### 2. Lauf 500 Meter
| Platz | Name              | Land                | Zeit  | Punkte |
| ----- | ----------------- | ------------------- | ----- | ------ |
| 1     | Swetlana Schurowa | Russland            | 38,28 | 38,28  |
| 2     | Wang Manli        | Volksrepublik China | 38,37 | 38,37  |
| 3     | Sayuri Ōsuga      | Japan               | 38,47 | 38,47  |
| 4     | Chiara Simionato  | Italien             | 38,62 | 38,62  |
| 5     | Ren Hui           | Volksrepublik China | 38,67 | 38,67  |
| 6     | Wang Beixing      | Volksrepublik China | 38,75 | 38,75  |
| 7     | Jenny Wolf        | Deutschland         | 38,76 | 38,76  |
| 8     | Marianne Timmer   | Niederlande         | 38,79 | 38,79  |
| 9     | Sayuri Yoshii     | Japan               | 38,88 | 38,88  |
| 10    | Julija Nemaja     | Russland            | 38,90 | 38,90  |
|       |                   |                     |       |        |
| 14    | Judith Hesse      | Deutschland         | 39,22 | 39,22  |
| 19    | Sabine Völker     | Deutschland         | 39,49 | 39,49  |

#### 2. Lauf 1.000 Meter
| Platz | Name               | Land                | Zeit    | Punkte |
| ----- | ------------------ | ------------------- | ------- | ------ |
| 1     | Swetlana Schurowa  | Russland            | 1:16,79 | 38,39  |
| 2     | Chiara Simionato   | Italien             | 1:17,03 | 38,51  |
| 3     | Marianne Timmer    | Niederlande         | 1:17,25 | 38,62  |
| 4     | Wang Manli         | Volksrepublik China | 1:17,32 | 38,66  |
| 5     | Jennifer Rodriguez | Vereinigte Staaten  | 1:17,36 | 38,68  |
| 6     | Annette Gerritsen  | Niederlande         | 1:17,42 | 38,71  |
| 7     | Shannon Rempel     | Kanada              | 1:17,43 | 38,71  |
| 8     | Ren Hui            | Volksrepublik China | 1:17,93 | 38,96  |
| 9     | Sabine Völker      | Deutschland         | 1:18,04 | 39,02  |
| 10    | Chris Witty        | Vereinigte Staaten  | 1:18,44 | 39,22  |
|       |                    |                     |         |        |
| 18    | Jenny Wolf         | Deutschland         | 1:19,42 | 39,71  |
| 24    | Judith Hesse       | Deutschland         | 1:19,94 | 39,97  |

### Männer

#### Endstand
- Zeigt die zwölf erfolgreichsten Sportler der Sprint-WM

| Rang | Name               | 1. Lauf 500 Meter | Pkt.  | 1. Lauf 1.000 Meter | Pkt.  | 2. Lauf 500 Meter | Pkt.  | 2. Lauf 1.000 Meter | Pkt.  | Gesamt- pkt. |
| ---- | ------------------ | ----------------- | ----- | ------------------- | ----- | ----------------- | ----- | ------------------- | ----- | ------------ |
| 1    | Joey Cheek         | 35,19 (2)         | 35,19 | 1:09,25 (2)         | 34,62 | 35,09 (1)         | 35,09 | 1:10,17 (10)        | 35,08 | 139,990      |
| 2    | Dmitri Dorofejew   | 35,11 (1)         | 35,11 | 1:09,27 (3)         | 34,63 | 35,34 (5)         | 35,34 | 1:10,56 (14)        | 35,28 | 140,365      |
| 3    | Jan Bos            | 35,23 (3)         | 35,23 | 1:09,23 (1)         | 34,61 | 35,62 (10)        | 35,62 | 1:09,91 (5)         | 34,95 | 140,420      |
| 4    | Lee Kyu-hyeok      | 35,64 (13)        | 35,64 | 1:09,27 (3)         | 34,63 | 35,79 (14)        | 35,79 | 1:10,11 (9)         | 35,05 | 141,120      |
| 5    | Casey Fitzrandolph | 35,29 (5)         | 35,29 | 1:10,37 (12)        | 35,18 | 35,31 (4)         | 35,31 | 1:10,67 (16)        | 35,33 | 141,120      |
| 6    | Gerard van Velde   | 35,56 (9)         | 35,56 | 1:10,25 (10)        | 35,12 | 35,55 (9)         | 35,55 | 1:10,22 (11)        | 35,11 | 141,345      |
| 7    | Pekka Koskela      | 35,65 (14)        | 35,65 | 1:10,87 (16)        | 35,43 | 35,24 (2)         | 35,24 | 1:10,06 (7)         | 35,03 | 141,355      |
| 8    | Shani Davis        | 36,04 (24)        | 36,04 | 1:09,78 (6)         | 34,89 | 36,00 (20)        | 36,00 | 1:09,81 (3)         | 34,90 | 141,835      |
| 9    | Beorn Nijenhuis    | 35,75 (17)        | 35,75 | 1:10,16 (9)         | 35,08 | 35,86 (16)        | 35,86 | 1:10,38 (12)        | 35,19 | 141,880      |
| 10   | Jewgeni Lalenkow   | 35,96 (23)        | 35,96 | 1:09,83 (7)         | 34,91 | 36,19 (27)        | 36,19 | 1:09,78 (2)         | 34,89 | 141,955      |
| 11   | Even Wetten        | 35,86 (20)        | 35,86 | 1:10,10 (8)         | 35,05 | 36,16 (26)        | 36,16 | 1:09,97 (6)         | 34,98 | 142,055      |
| 12   | Yūsuke Imai        | 36,05 (25)        | 36,05 | 1:10,60 (13)        | 35,30 | 35,88 (17)        | 35,88 | 1:09,90 (4)         | 34,95 | 142,180      |

#### 1. Lauf 500 Meter
| Platz | Name               | Land                | Zeit  | Punkte |
| ----- | ------------------ | ------------------- | ----- | ------ |
| 1     | Dmitri Dorofejew   | Russland            | 35,11 | 35,11  |
| 2     | Joey Cheek         | Vereinigte Staaten  | 35,19 | 35,19  |
| 3     | Jan Bos            | Niederlande         | 35,23 | 35,23  |
| 4     | Lee Kang-seok      | Südkorea            | 35,28 | 35,28  |
| 5     | Casey FitzRandolph | Vereinigte Staaten  | 35,29 | 35,29  |
| 6     | Yu Fengtong        | Volksrepublik China | 35,32 | 35,32  |
| 7     | Jōji Katō          | Japan               | 35,40 | 35,40  |
| 8     | Hiroyasu Shimizu   | Japan               | 35,49 | 35,49  |
| 9     | Gerard van Velde   | Niederlande         | 35,56 | 35,56  |
| 10    | An Weijiang        | Volksrepublik China | 35,58 | 35,58  |
|       |                    |                     |       |        |
| 30    | Dino Gillarduzzi   | Deutschland         | 36,26 | 36,26  |

#### 1. Lauf 1.000 Meter
| Platz | Name                           | Land               | Zeit    | Punkte |
| ----- | ------------------------------ | ------------------ | ------- | ------ |
| 1     | Jan Bos                        | Niederlande        | 1:09,23 | 34,61  |
| 2     | Joey Cheek                     | Vereinigte Staaten | 1:09,25 | 34,62  |
| 3     | Dmitri Dorofejew Lee Kyu-hyeok | Russland Südkorea  | 1:09,27 | 34,63  |
| 5     | Jeremy Wotherspoon             | Kanada             | 1:09,65 | 34,82  |
| 6     | Shani Davis                    | Vereinigte Staaten | 1:09,78 | 34,89  |
| 7     | Jewgeni Lalenkow               | Russland           | 1:09,83 | 34,91  |
| 8     | Even Wetten                    | Norwegen           | 1:10,10 | 35,05  |
| 9     | Beorn Nijenhuis                | Niederlande        | 1:10,16 | 35,08  |
| 10    | Gerard van Velde               | Niederlande        | 1:10,25 | 35,12  |
|       |                                |                    |         |        |
| 24    | Dino Gillarduzzi               | Deutschland        | 1:11,77 | 35,88  |

#### 2. Lauf 500 Meter
| Platz | Name                           | Land                | Zeit  | Punkte |
| ----- | ------------------------------ | ------------------- | ----- | ------ |
| 1     | Joey Cheek                     | Vereinigte Staaten  | 35,09 | 35,09  |
| 2     | Pekka Koskela                  | Finnland            | 35,24 | 35,24  |
| 3     | Yu Fengtong                    | Volksrepublik China | 35,25 | 35,25  |
| 4     | Casey FitzRandolph             | Vereinigte Staaten  | 35,31 | 35,31  |
| 5     | Dmitri Dorofejew Lee Kang-seok | Russland Südkorea   | 35,34 | 35,34  |
| 7     | Jeremy Wotherspoon             | Kanada              | 35,47 | 35,47  |
| 8     | Jōji Katō                      | Japan               | 35,52 | 35,52  |
| 9     | Gerard van Velde               | Niederlande         | 35,55 | 35,55  |
| 10    | Jan Bos                        | Niederlande         | 35,62 | 35,62  |
|       |                                |                     |       |        |
| 28    | Dino Gillarduzzi               | Deutschland         | 36,20 | 36,20  |

#### 2. Lauf 1.000 Meter
| Platz | Name                           | Land                 | Zeit    | Punkte |
| ----- | ------------------------------ | -------------------- | ------- | ------ |
| 1     | Jeremy Wotherspoon             | Kanada               | 1:09,67 | 34,83  |
| 2     | Jewgeni Lalenkow               | Russland             | 1:09,78 | 34,89  |
| 3     | Shani Davis                    | Vereinigte Staaten   | 1:09,81 | 34,90  |
| 4     | Yūsuke Imai                    | Japan                | 1:09,90 | 34,95  |
| 5     | Jan Bos                        | Niederlande          | 1:09,91 | 34,95  |
| 6     | Even Wetten                    | Norwegen             | 1:09,97 | 34,98  |
| 7     | Pekka Koskela Stefan Groothuis | Finnland Niederlande | 1:10,06 | 35,03  |
| 9     | Lee Kyu-hyeok                  | Südkorea             | 1:10,11 | 35,05  |
| 10    | Joey Cheek                     | Vereinigte Staaten   | 1:10,17 | 35,08  |
|       |                                |                      |         |        |
| 22    | Dino Gillarduzzi               | Deutschland          | 1:11,20 | 35,60  |